# Bayfield (Wisconsin, kisváros)
Bayfield kisváros (town) az USA Wisconsin államának Bayfield megyéjében. Lakosainak száma 787 fő (2020. április 1.).

## Népesség
A település népességének változása:

| 2010 | 680 |
| 2020 | 787 |